# 苇湖梁街道
苇湖梁街道，是中华人民共和国新疆维吾尔自治区乌鲁木齐市水磨沟区下辖的一个乡镇级行政单位。

## 行政区划
苇湖梁街道下辖以下地区：
发源社区、新光社区、昌盛祥社区、安居乐社区、融合社区、立井南社区和立井北社区。